# 死せるキリストの哀悼 (カラッチ)
『死せるキリストの哀悼』（しせるキリストのあいとう、英: The Dead Christ Mourned）、『キリストの哀悼』（キリストのあいとう、英: Lamentation of Christ）、『三人のマリアのいるピエタ』（さんにんのマリアのいるピエタ、伊: Pietà con le tre Marie、英: Pietà with the Three Marys）、または『三人のマリアたち』（さんにんのマリアたち、英: The Three Marys）は、イタリアのバロック絵画の巨匠アンニーバレ・カラッチ (1560-1607年) が1604年ごろ、キャンバス上に油彩で制作した絵画である。1798年にイギリスにもたらされるまではオルレアン・コレクションにあった。1913年に寄贈されて以来、作品はロンドンのナショナル・ギャラリーに所蔵されている。ナショナル・ギャラリーは、この作品を「美術館のコレクション中にある「ピエタ」(イエス・キリストの磔刑後の死せるキリストの哀悼) の中で、おそらく最も痛ましい図像で、バロック美術の中で最も偉大な悲嘆の表現の1つ」と評している。

## 作品
アンニーバレの後期の作品には厳格な古典様式が見られるが、この作品でも、型にはまった誇張された身振り、慎重な構図、豊かな強烈すぎるとさえいえる色彩が特徴となっている。厳格さを極めた処理が、作品に見られる感情の強さをいっそう高めている。
絵画は白い腰布を纏うキリストの死体を表しており、脚は白い布に載せられ、頭部は母である聖母マリアの膝の上に置かれている。彼女は典型的な青色の服を身に着け、感情に打ちひしがれて気絶している。母子は他の三人に付き添われている。赤い服と精緻な刺繍が施された黄色い外套を纏っている、赤い髪のマグダラのマリアは右側に跪き、苦悶の中で両手を挙げている。背後には暗緑色の衣服を纏った老女がおり、聖母マリアを背後から支える緑、青、赤色の服を身に着けている若い女性に手を差し出している。人物たちの背後にはキリストの墓への入り口と何本かの木が見える。背後の三人の人物には細い金色の光輪があるが、キリストと聖母にはない。
アンニーバレは、画家としての生涯で1580年ごろから1605年ごろまで多くの「ピエタ」の場面を描いた。1604年ごろの制作とされる本作は、この主題を表した最後の作品である。この作品で、アンニーバレは、1つの場面に3つの福音書の場面を組み合わせている。すなわち、「死せるキリストの哀悼」、「キリストの埋葬」、「三人のマリアによる空の墓の発見」である。キリストとマグダラのマリアに付き添ってる他の二人の女性たちは容易に特定できないが、クロパの妻マリア  (老女) とイエスの弟子サロメ  (若い女性) なのかもしれない。彼女たちはキリストの磔刑に立ち会ったと者していくつかの福音書に記述されており、聖母マリアとともに空の墓に立ち寄った。
構図は、鑑賞者を感情的な場面の周囲に導くために強力な対角線を用いている。それは、キリストの裸体から冷たい青色の服を纏った聖母を経過して、彼女を支えている若い女性のより暖かな色調の衣服にいたる三人物に沿う対角線である。気を失った聖母の蒼白さと姿勢—頭部をのけぞらせ、右腕を伸ばしているーは、彼女の息子の蒼白さと姿勢を反映している。聖母の背後で、若い女性は老女を見ており、老女は腕を伸ばして若い女性を見返している。老女は鮮やかな服を纏ったマグダラのマリアとともに第2の対角線を形成しており、マグダラのマリアの視線もキリストの死体に向けられている。
本作は、コレッジョの『キリストの哀悼』 (1524年、パルマ国立美術館) の大きな影響を受けている。コレッジョの作品も類似した三人物を結ぶ対角線を用いており、キリストの身体は女性に支えられる聖母の膝上にあり、マグダラのマリアともう一人の女性が付き添っている。本作は、ルカ・シニョレッリによる、以前シエナにあったが現在はグラスゴーのポロック・ハウスにある『死せるキリストの哀悼』(1488-1490年ごろ) にも影響を受けているかもしれない。なお、アムステルダム国立美術館には、アンニーバレのチョークによる準備素描『死せるキリスト』が所蔵されている。
本作は現在ではアンニーバレの最も知られた絵画の1点であるが、いかなる同時代または初期の文書にも言及されていない。1684年の最初期の絵画への言及は、フランスのジャン＝バティスト・コルベールのコレクションにあったというものである。コルベールは、他のアンニーバレの作品を含む相当数の絵画コレクションを所持していた。彼がイタリアへのグランドツアー中に本作を取得したのか、それともイタリアで本作を取得したフランスの画商から取得したのかは不明である。その後、作品はオルレアン・コレクションに入り、フランス革命後、そのコレクションの大部分とともにイギリスの収集家により購入された。1913年に、ロザリンド・ハワードからロンドンのナショナル・ギャラリーに寄贈された。

## ギャラリー

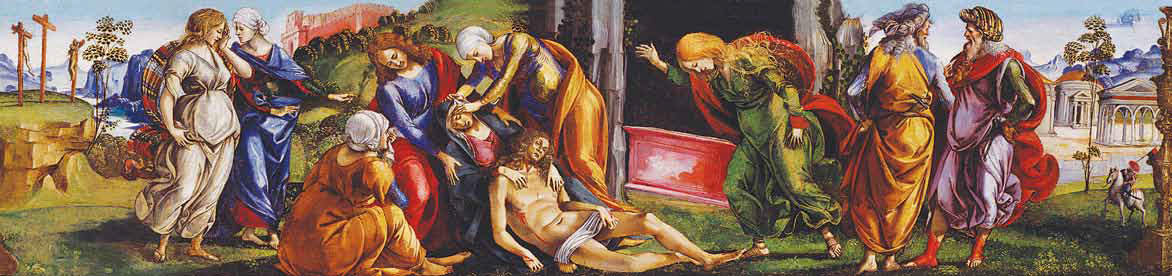
ルカ・シニョレッリ『死せるキリストの哀悼』、1488–1490年、ポロック・ハウス（英語版）
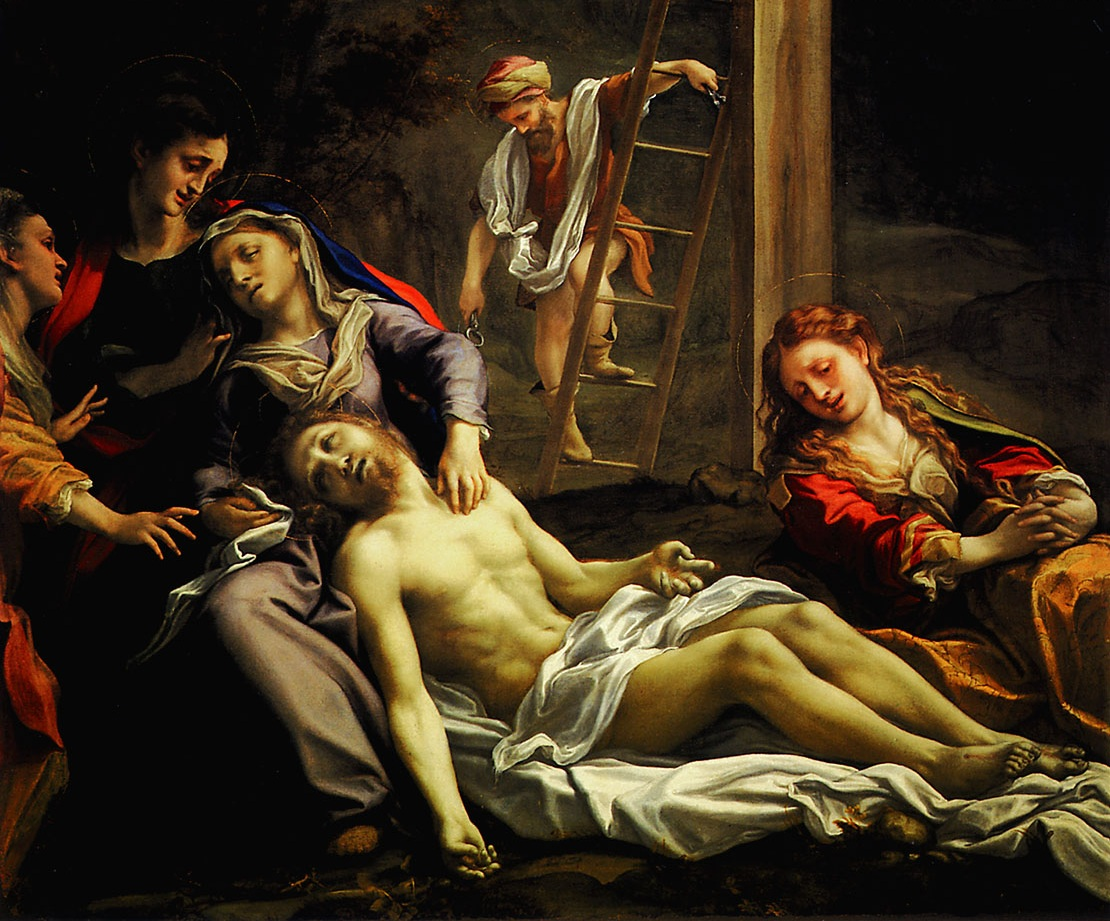
コレッジョ『キリストの哀悼』、1524年ごろ、パルマ国立美術館
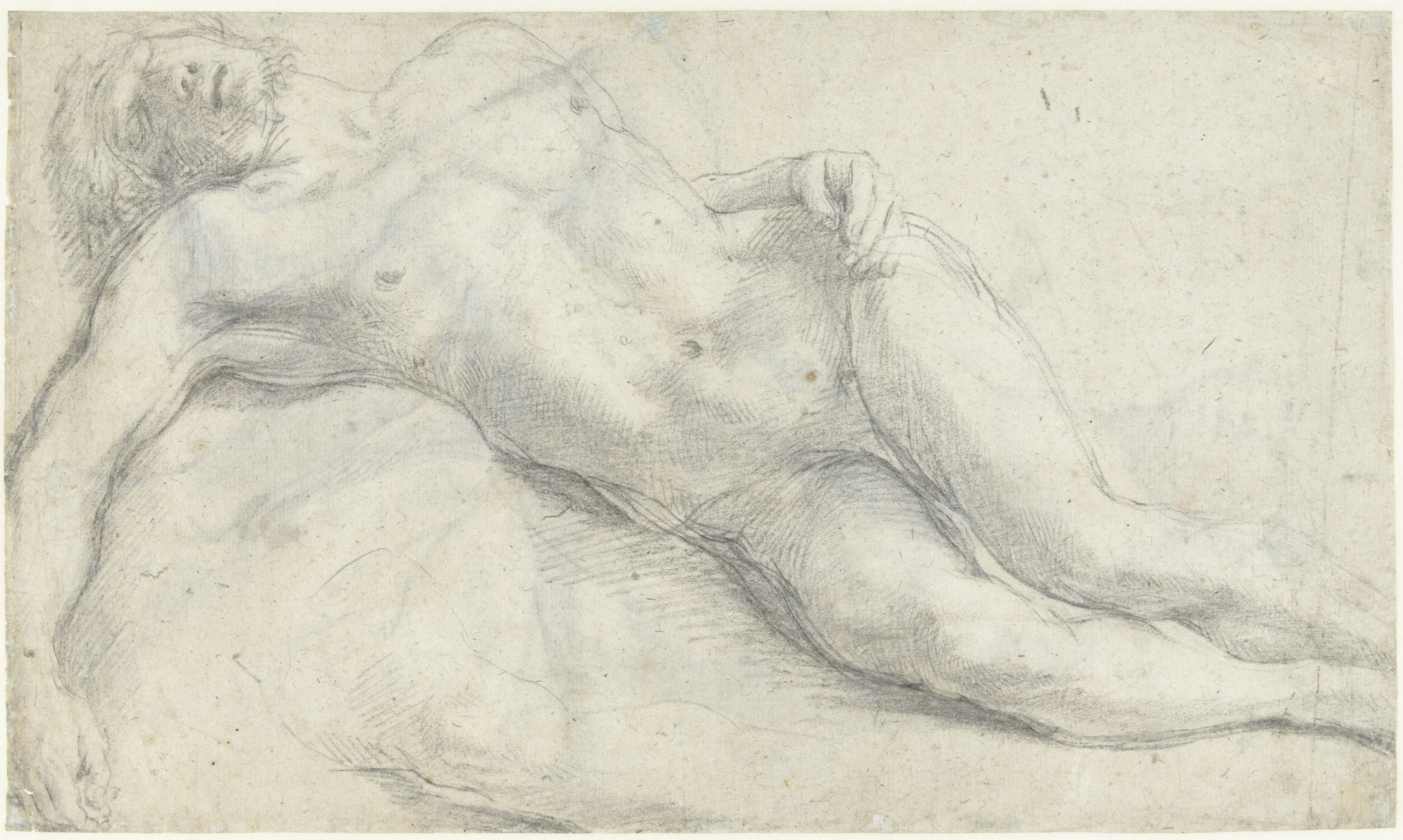
チョークによる準備素描『死せるキリスト』、1599–1604年、アムステルダム国立美術館